# パーフェックス
パーフェックスとは、シチズン時計から発売されている腕時計に搭載されている、JIS 1種耐磁性能、衝撃検知機能、針自動補正機能持ったキャリバー（ムーブメント）の技術のこと。

## 概要

### JIS 1種耐磁性能
パーフェックスを採用したモデルは、電波腕時計としては初めてJIS 1種耐磁性能（直流磁界4,800A/m に耐えられる水準）が確保されている。電波時計としての機能を損なわずに外部からの磁気を遮断し、時計としての精度が損なわれないように機能する。

### 衝撃検知機能
外部からの衝撃を検知すると自動的に秒針の動きを制御して針のずれを軽減する機能。

### 針自動補正機能
針ずれが発生した場合に針位置を検出・システム内部時刻との誤差を検出し、針を正しい位置に移動復帰させる機能。

## パーフェックス マルチ3000
パーフェックスに世界3地域（北アメリカ、西ヨーロッパ、日本）の標準電波受信・時刻補正機能を加えたもの。さらに中国を加えた世界4地域受信機能のものもある。